# Гьиронг (уезд)
Гьиронг (Кьиронг; Kyirong, Kyerung; тиб. སྐྱིད་གྲོང་རྫོང, Вайли: skyid grong rdzong, тиб. пиньинь: Gyirong Zong, рус.: Кьиронг-дзонг, кит. трад. 吉隆县, пиньинь Jílóng Xiàn, палл. Цзилун сянь) — уезд в городском округе Шигадзе Тибетского автономного района, в Китае.

## География
В уезде мягкие климатические условия и обильная растительность.

## История
В 1945 году Петер Ауфшнайтер насчитал здесь 26 храмов и монастырей. Самый известный храм был воздвигнут в VII веке тибетским царём. В XI веке его посетил индийский учёный Атиша. Этот храм был одним из любимых мест для медитаций тибетского йогина Миларепы.
До 1960 года через эти места проходил один из основных торговых путей между Непалом и Тибетом. В 1960 году путём объединения четырёх тибетских дзонгов был создан уезд Гьиронг.

## Население
По состоянию на 1999 год население уезда составляло 11 506 жителей, подавляющее большинство — тибетцы. Большая часть населения говорит на одном из диалектов цангского наречия центральнотибетского языка. Этот диалект хорошо исследован, в 1980-х годах были собраны и опубликованы коллекции местного фольклора. На границе с Непалом сохраняется небольшая община, говорящая на языке кагате.

## Административное деление
Уезд делится на 2 посёлка и 3 волости:
- Посёлок Дзонгга (宗嘎镇)
- Посёлок Гьиронг (江孜镇)
- Волость Чжэба (折巴乡)
- Волость Гунгтанг (贡当乡)
- Волость Драгна (差那乡)

## Экономика
Важное значение имеет автомобильный КПП Гьиронг, через который проходит основная часть товарооборота между Китаем и Непалом. Открытие пограничного перехода было одобрено в 1961 году. В 1972 году он стал КПП второй национальной категории, а в 1987 году его категория была повышена до первой. В 2017 году Гьиронг получил статус международного пункта пропуска, что открыло к нему доступ для граждан других стран, помимо Китая и Непала.

## Галерея
- Озеро Пайку
- КПП Гьиронг
- Древний пограничный форт